# نادي ووهان
نادي ووهان هو نادي كرة قدم صيني من مدينة ووهان يلعب في الدوري الصيني الممتاز،تأسس النادي في 2009.